# Ильковице (Мехувский повет)
Илькови́це (пол. Ilkowice) — село в Польше в сельской гмине Слабошув Мехувского повета Малопольского воеводства.
Село располагается в 4 км от административного центра гмины села Слабошув, в 15 км от административного центра повета города Мехув и в 42 км от административного центра воеводства города Краков.
В 1975—1998 годах село входило в состав Келецкого воеводства.

## Известные личности и уроженцы
- Шафирский, Болеслав (род. 1935) — польский математик, профессор Ягеллонского университета.